# Lagarotis erythrocerops
Lagarotis erythrocerops är en stekelart som beskrevs av Heinrich 1949. Lagarotis erythrocerops ingår i släktet Lagarotis, och familjen brokparasitsteklar. Arten är reproducerande i Sverige.